# Formosia saturatissima
Formosia saturatissima là một loài ruồi trong họ Tachinidae.